# Кручинський (Стромілов) Михайло Олександрович
Кручинський (Стромілов) Михайло Олександрович (1894—1978, Москва), комуністичний діяч, полковник Червоної армії, доктор сільськогосподарських наук, член ВУЦВК.

## Біографія
Член РСДРП(б). У лютому 1914 р. заарештований та засуджений до 4 років.
Протягом 1917—1920 рр. — у Червоній армії, голова Московської повітової ради робітничих депутатів, у 1919 — голова Волинського губернського ревкому та губернської ЧК, наприкінці 1919 голова воєннореволюційного комітету Києва. 1920 р. обраний членом ВУЦВК.
Протягом 1920—1921 рр. — начальник Головного управління коннозаводства та конярства (Гукон) Наркомзему Росії, 1921—1922 — слухач Воєнної академії. У 1922 р. виключений з партії. Потому працював у Воронежі, Свєрдловську, Москві.
У 1924—1941, 1947—1959 рр — на науковій, викладацькій та адміністративній роботі. Під час радянсько-німецької війни — в Червоній армії.
У січні 1946 р. захистив дисертацію.
1957 р. звільнений в запас.
Нагороджений двома орденами Бойового червоного прапора, Орденом Червоної зірки.
Наукові праці:
- «Клевер на северо-востоке России в XIX и первой половине XX вв.» (1924—1935),
- «О технологических качествах растительного сырья, перерабатываемого на заводах пищевой промышленности» (1936),
- «Научно-производственные основы учения академика В. Р. Вильямса о травопольной системе земледелия»;

Автор щоденника за 1941—1943 рр. та спогадів про Українську революцію 1917—1921 рр., які зберігаються в архіві Московської області.